# Костова тлъстига
Костовата тлъстига (Sedum kostovii) е многогодишно тревисто растение от семейство Дебелецови, български ендемит. Включен е в Червената книга на България и в Закона за биологичното разнообразие като уязвим вид. Видът е описан от Борис Стефанов през 1950 г.
Корените на растението са сбити, образуващи гъсти туфички. Стъблата са високи до 5 cm и разклонени или цветоносни и стерилни. Листата са с дължина до 5 mm. Те са ланцетни или линейноелиптични, заоблени на върха и разперени. Отгоре са плоски, а отдолу – изпъкнали, на върха си са с кичур от кристаловидни зъбчета, а в основата – с отсечени шпоровидни израстъци. Съцветията са прости или с 4 – 5 цвята на всяко клонче. Цветовете са 5-делни, с размери до 5 mm в диаметър, разположени на къси дръжки. Венчелистчетата са с дължина 5 – 10 mm, елиптични и тъмножълти. Тичинките му са 10, а плодовете представляват 5 мехунки, звездовидноразперени и белезникави. Цъфти през май – юли, а плодовете му узряват през юни – август. Размножава се предимно вегетативно.
Костовата тлъстига обитава песъчливи и каменисти места и сухи поляни, главно в иглолистния и субалпийския пояс.
Разпространено е в Средна Стара планина, Славянка, долината на река Места, Пирин, Рила, Западни и Средни Родопи и Тунджанска хълмиста равнина, на височина до около 2350 m. Находища на костова тлъстига се посочват и за Предбалкана и Тракийската низина.